# 卡帕多西亚王国
卡帕多西亚王国是一个希腊化时代的伊朗人王国，位于小亚细亚（今土耳其）的历史地区卡帕多西亚。王国起源于阿契美尼德帝国的卡帕多西亚总督区，由最后一任总督阿里亚拉塞斯创建（后成为首位国王）。历史上，卡帕多西亚先后由三个王朝统治：阿里亚拉塞斯王朝（前331年—前96年）、阿里奥巴扎尼斯王朝（前96年—前36年）和阿尔奇劳斯王朝（前36年—17年）。17年，最后一任国王阿尔奇劳斯去世后，卡帕多西亚被罗马帝国皇帝提贝里乌斯吞并，成为卡帕多西亞行省。